# ایتومبیارا
ایتومبیارا (به پرتغالی: Itumbiara) یک شهر در برزیل است که در گوییاس واقع شده‌است.

## خصوصیات
ایتومبیارا ۲٫۴۶۱٫۲۸۰ کیلومترمربع مساحت و ۹۹٬۵۲۶ نفر جمعیت دارد و ۴۴۸ متر بالاتر از سطح دریا واقع شده‌است.